# Dây cóc bảy lá
Dây cóc bảy lá hay cóc kèn bảy lá (danh pháp hai phần: Aganope thyrsiflora) là một loài thực vật có hoa trong họ Đậu. Loài này được (Benth.) Polhill miêu tả khoa học đầu tiên.

## Hình ảnh

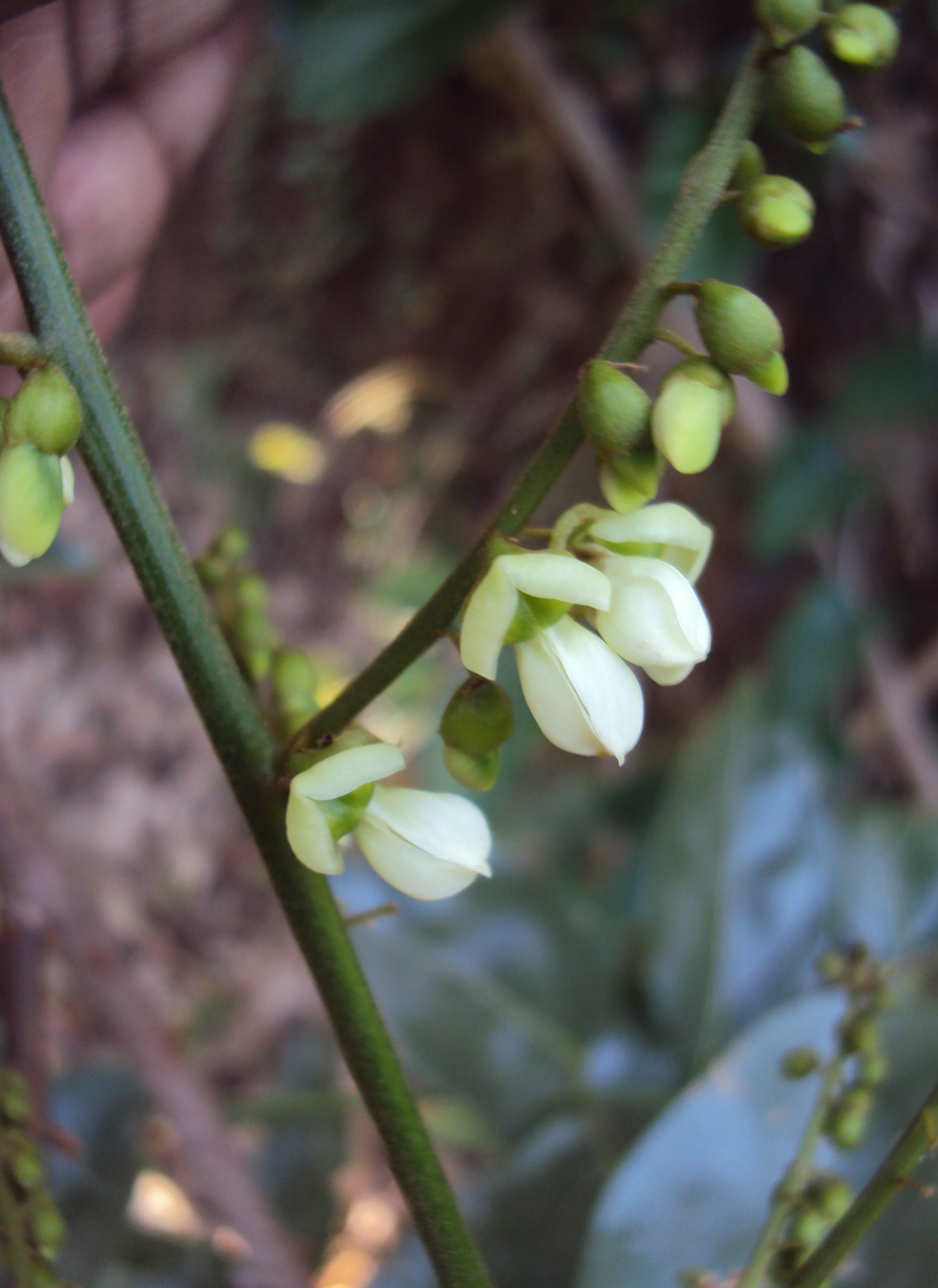
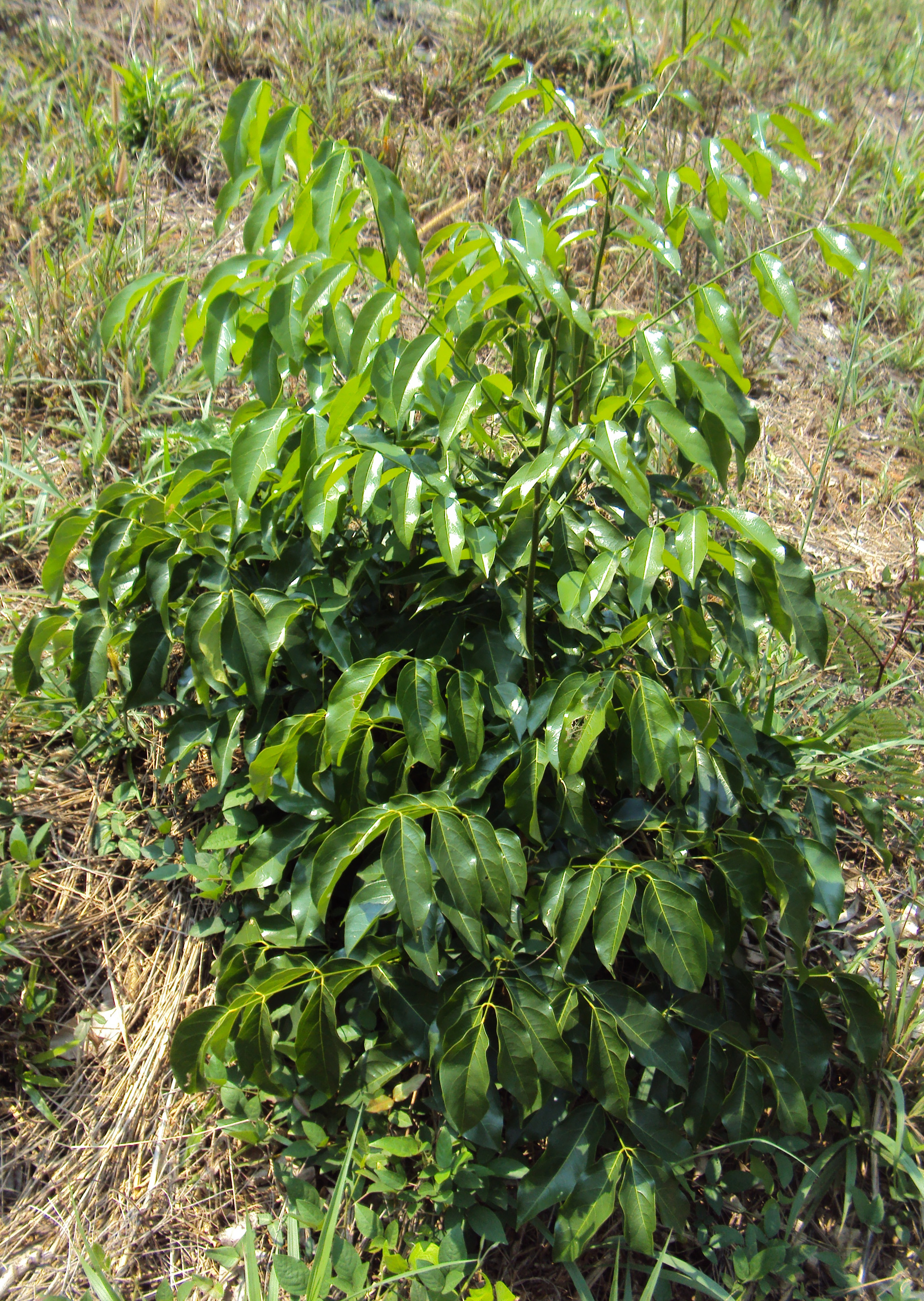
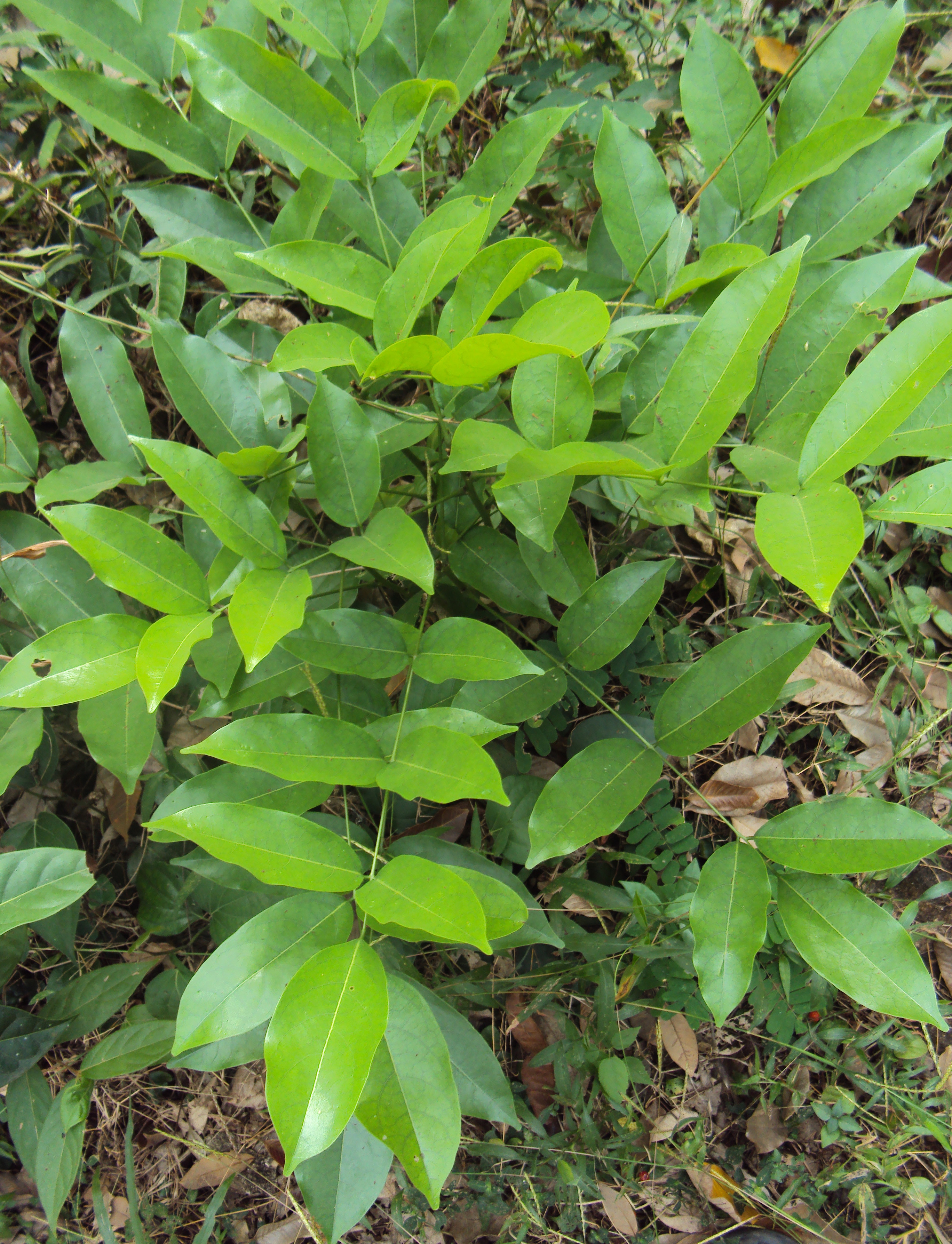
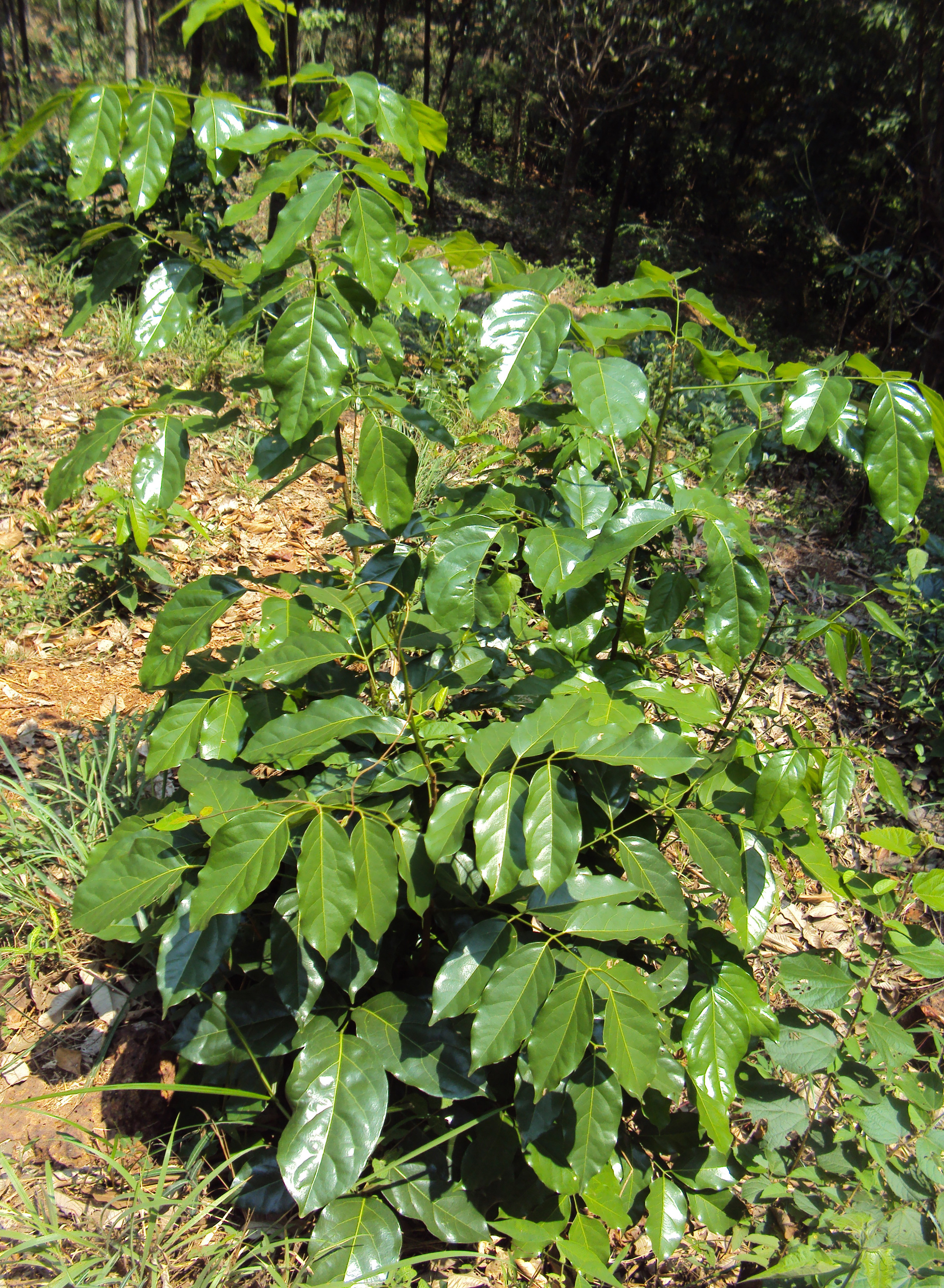